# Taekwondo nos Jogos Olímpicos de Verão da Juventude de 2010 - Mais de 63 kg feminino
A competição da categoria mais de 63 kg feminino do taekwondo nos Jogos Olímpicos de Verão da Juventude de 2010 foi realizada em 19 de agosto no Centro Internacional de Convenções, em Singapura. Um total de nove garotas competiram neste evento, limitado a lutadoras com peso corporal superior a 63 quilogramas. As preliminares foram disputadas a partir das 14:00, as quartas-de-final a partir das 15:22, as semifinais a partir das 18:30 e a final às 19:53, sempre no horário de Singapura. Foram distribuídas duas medalhas de bronze em todas as competições do taekwondo.

## Medalhistas
| Ouro   | CHN Shuyin Zheng                      |
| Prata  | MEX Briseida Acosta                   |
| Bronze | CUB Yuleimi Abreu FRA Faiza Taoussara |

## Resultados
Legenda
- PTG — Vitória por diferença de pontos
- SUP — Vitória por superioridade
- OT — Vitória na prorrogação (Ponto de Ouro)

|  | Preliminares           | Preliminares           | Preliminares |  |  | Quartas de final    | Quartas de final    | Quartas de final    |   |                     | Semifinais          | Semifinais          | Semifinais |  |  | Final | Final | Final |
|  |                        |                        |              |  |  |                     |                     |                     |   |                     |                     |                     |            |  |  |       |       |       |
|  |                        |                        |              |  |  |                     |                     |                     |   |                     |                     |                     |            |  |  |       |       |       |
|  |                        |                        |              |  |  | MEX Briseida Acosta | MEX Briseida Acosta | 12                  |   |                     |                     |                     |            |  |  |       |       |       |
|  | TGA Hulita Matekuolava | TGA Hulita Matekuolava |              |  |  | RUS Olga Ivanova    | RUS Olga Ivanova    | 7                   |   |                     |                     |                     |            |  |  |       |       |       |
|  | RUS Olga Ivanova       | RUS Olga Ivanova       | RSC          |  |  |                     |                     |                     |   | MEX Briseida Acosta | MEX Briseida Acosta | 7 SUP               |            |  |  |       |       |       |
|  |                        |                        |              |  |  |                     | FRA Faiza Taoussara | FRA Faiza Taoussara | 7 |                     |                     |                     |            |  |  |       |       |       |
|  |                        |                        |              |  |  | TPE Jo-Wei Lin      | TPE Jo-Wei Lin      | 3                   |   |                     |                     |                     |            |  |  |       |       |       |
|  |                        |                        |              |  |  | FRA Faiza Taoussara | FRA Faiza Taoussara | 4                   |   |                     |                     |                     |            |  |  |       |       |       |
|  |                        |                        |              |  |  |                     |                     |                     |   |                     | MEX Briseida Acosta | MEX Briseida Acosta | 1          |  |  |       |       |       |
|  |                        |                        |              |  |  |                     | CHN Zheng Shuyin    | CHN Zheng Shuyin    | 2 |                     |                     |                     |            |  |  |       |       |       |
|  |                        |                        |              |  |  | CHN Zheng Shuyin    | CHN Zheng Shuyin    | 1                   |   |                     |                     |                     |            |  |  |       |       |       |
|  |                        |                        |              |  |  | USA Adrienne Ivey   | USA Adrienne Ivey   | 0                   |   |                     |                     |                     |            |  |  |       |       |       |
|  |                        |                        |              |  |  |                     |                     |                     |   | CHN Zheng Shuyin    | CHN Zheng Shuyin    | 8                   |            |  |  |       |       |       |
|  |                        |                        |              |  |  |                     | CUB Yuleimi Abreu   | CUB Yuleimi Abreu   | 2 |                     |                     |                     |            |  |  |       |       |       |
|  |                        |                        |              |  |  | CUB Yuleimi Abreu   | CUB Yuleimi Abreu   | RSC                 |   |                     |                     |                     |            |  |  |       |       |       |
|  |                        |                        |              |  |  | VIN Dasreen Primus  |                     |                     |   |                     |                     |                     |            |  |  |       |       |       |
|  |                        |                        |              |  |  |                     |                     |                     |   |                     |                     |                     |            |  |  |       |       |       |